# FreeSBIE

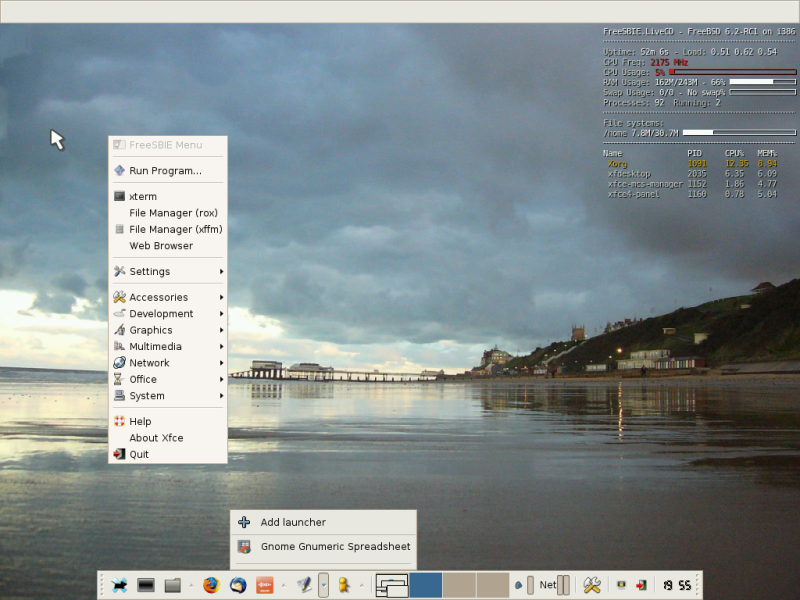

FreeSBIE（FreeSystemBurnedInEconomy）是一个基于FreeBSD操作系统的LiveCD，类似于Knoppix，它可以方便的从光盘启动系统，而不需要任何安装系统的過程。目前FreeSBIE使用的是 Xfce 和 Fluxbox。
最新版的 FreeSBIE 是 2.0.1 版，在2007年2月10日發行。第一版的 FreeSBIE2 在2005年的夏天開發，為一Google的Summer of Code計畫。根據DistroWatch,FreeSBIE計劃已中止。

## 外部連結
- 官方網站（页面存档备份，存于）